# Samuel Ballet
Samuel Ballet (Bern, 2001. március 12. –) svájci korosztályos válogatott labdarúgó, a Winterthur csatárja.

## Pályafutása

### Klubcsapatokban
Ballet a svájci fővárosban, Bernben született. Az ifjúsági pályafutását a helyi Young Boys akadémiájánál kezdte.
2020-ban mutatkozott be a Young Boys első osztályban szereplő felnőtt keretében. 2020 és 2022 között a Wil és a Winterthur csapatát erősítette kölcsönben. 2022. július 1-jén kétéves szerződést kötött a Winterthur együttesével. Először a 2022. július 16-ai, Basel ellen 1–1-es döntetlennel zárult mérkőzés 87. percében, Samir Ramizi cseréjeként lépett pályára. Első gólját 2022. október 2-án, a Sion ellen idegenben 3–1-re megnyert találkozón szerezte meg.

### A válogatottban
Ballet az U18-as, az U19-es és az U20-as korosztályú válogatottakban is képviselte Svájcot.

## Statisztika
2022. október 2. szerint.
| Klub                    | Szezon   | Bajnokság              | Bajnokság | Bajnokság | Kupa  | Kupa  | Nemzetközi | Nemzetközi | Összesen | Összesen |
| Klub                    | Szezon   | Bajnokság              | Mérk.     | Gólok     | Mérk. | Gólok | Mérk.      | Gólok      | Mérk.    | Gólok    |
| ----------------------- | -------- | ---------------------- | --------- | --------- | ----- | ----- | ---------- | ---------- | -------- | -------- |
| Young Boys              | 2019–20  | Swiss Super League     | 1         | 1         | 0     | 0     | —          | —          | 1        | 1        |
| Wil (kölcsönben)        | 2020–21  | Swiss Challenge League | 12        | 1         | 0     | 0     | —          | —          | 12       | 1        |
| Winterthur (kölcsönben) | 2020–21  | Swiss Challenge League | 13        | 3         | 2     | 0     | —          | —          | 15       | 3        |
| Winterthur (kölcsönben) | 2021–22  | Swiss Challenge League | 32        | 5         | 2     | 2     | —          | —          | 34       | 7        |
| Winterthur              | 2022–23  | Swiss Super League     | 6         | 1         | 1     | 1     | —          | —          | 7        | 2        |
| Winterthur              | Összesen | Összesen               | 51        | 9         | 5     | 3     | 0          | 0          | 56       | 12       |
| Összesen                | Összesen | Összesen               | 64        | 11        | 5     | 3     | 0          | 0          | 69       | 14       |

## Sikerei, díjai
Young Boys
- Swiss Super League
  - Bajnok (1): 2019–20

Winterthur
- Swiss Challenge League
  - Feljutó (1): 2021–22